# Pristomerus cunctator
Pristomerus cunctator là một loài tò vò trong họ Ichneumonidae.